# Aneuretinae
Aneuretinae este o subfamilie de furnici constând dintr-o singură specie, Aneuretus simoni (furnica relicvă din Sri Lanka) și 9 specii fosile. Anterior, poziția filogenetică a A. simoni a fost considerată intermediară între subfamiliile primitive și cele avansate ale furnicilor, dar studii recente au arătat că este cea mai apropiată rudă vie a subfamiliei Dolichoderinae.

## Genuri
- Aneuretini Emery, 1913
  - †Aneuretellus Dlussky, 1988
  - Aneuretus Emery, 1893
  - †Mianeuretus Carpenter, 1930
  - †Paraneuretus Wheeler, 1915
  - †Protaneuretus Wheeler, 1915
- †Pityomyrmecini Wheeler, 1915
  - †Pityomyrmex Wheeler, 1915
- incertae sedis
  - †Britaneuretus Dlussky & Perfilieva, 2014
  - †Cananeuretus Engel & Grimaldi, 2005

Burmomyrma a fost plasată anterior aici, dar este de fapt o viespe mimă-furnică.